# Médiastinite
 Mise en garde médicale
Une médiastinite est une infection rare et grave du médiastin, qui est l'espace du thorax contenu entre les deux poumons. Elle peut être la complication d'une cellulite de la face ou du cou, par diffusion locale de l'infection, mais aussi la complication d'une sternotomie.
Le traitement nécessite une antibiothérapie intraveineuse à laquelle est souvent associé un drainage chirurgical.

## Historique
Au début du XIe siècle, Avicenne fut le premier à décrire les médiastinites dans son Canon. À la même période, l'andalous Avenzoar identifia lui aussi la maladie.

## Formes cliniques
On distingue deux formes de médiastinite : une forme abcédée, où une collection liquidienne est infectée, et une forme diffuse, appelée médiastinite nécrosante descendante. En absence de prise en charge, cette dernière a une mortalité de 10 à 40 %, par choc septique et défaillance multiviscérale.

### Médiastinite nécrosante descendante
Une médiastinite nécrosante descendante est une infection de continuité, qui se propage depuis un point de départ dentaire (36 à 47 %), pharyngé (surtout l'angine de Ludwig, 33 à 45 %) ou cervical (15 % des cas). Il peut également s'agir, plus rarement (5 % des cas) de la propagation d'une fasciite nécrosante de la région parapharyngée. En effet, les loges antérieures et latérales du cou sont en communication directe avec le médiastin, sans barrière anatomique.
Il existe des critères diagnostiques établis en 1983, et destinés à identifier tôt l'infection pour mettre en route le traitement au plus vite :
- sepsis sévère ou choc septique ;
- imagerie en faveur ;
- constatations per opératoires en faveur ;
- point d'entrée cervical ou oropharyngé retrouvé.

On distingue plusieurs types de médiastinites nécrosantes descendantes, en fonction de l'étendue de l'infection au scanner :
- type I (localisé) : infection limitée au médiastin supérieur, au-dessus de la bifurcation trachéale ;
- type II (diffus) : infection étendue au médiastin inférieur antérieur (type IIA) ou au médiastin inférieur et postérieur (type IIB).

Une pleurésie purulente est généralement associée.

### Médiastinite post-sternotomie
L'infection du médiastin après sternotomie est la première complication infectieuse après chirurgie cardiaque.

## Germes en cause
Il s'agit souvent d'infections polymicrobiennes, dans 30 à 75 % des médiastinites nécrosantes descendantes. Les cocci Gram positifs dominent : les streptocoques (43 à 62 % des cas) sont fréquemment en cause, ainsi que les germes anaérobies (46 à 78 % des cas). Les bacilles Gram négatifs sont plus rarement retrouvés, et il s'agit alors souvent de Klebsiella (4 à 8 % des cas).
Les origines fongiques, généralement à Aspergillus fumigatus, sont exceptionnelles.

## Diagnostic
Le diagnostic des médiastinites est radiologique et se fait sur le scanner.
Le bilan biologique retrouve une élévation des globules blancs et de la CRP, marqueur d'inflammation. Il n'existe pas de marqueur spécifique à doser.
Les germes sont recherchés sur les prélèvements faits au moment de l'intervention, mais aussi les hémocultures.

## Traitement
En raison de la rareté et de la gravité des médiastinites, en particulier les formes nécrosantes, aucun essai clinique randomisé n'a encore été réalisé en 2016. Il n'existe pas de recommandation des sociétés savantes, et les standards de traitement sont issus d'analyse de cohortes rétrospectives. Il existe un consensus sur la nécessité d'un traitement rapide, dans les  15 à 72 heures après le début des signes cliniques,,,. Seules les médiastinites post-sternotomie et les médiastinites d'origine œsophagienne ont fait l'objet d'essais contrôlés, mais en raison de leur physiopathologie particulière les conclusions ne peuvent pas être étendues à tous les types de médiastinites. 

### Chirurgie
En cas d'abcès ou de médiastinite nécrosante, le traitement chirurgical est nécessaire,. En effet, l'antibiothérapie seule est insuffisante, avec une mortalité de 87 %, qui s'abaisse à 55 % en cas de prise en charge chirurgicale associée. Le traitement chirurgical peut être réalisé par cervicotomie ou thoracotomie, selon le niveau de la loge à drainer. L'abord thoracique peut également se faire par thoracoscopie, moins invasive qu'une thoracotomie, donc moins agressive, mais plus difficile techniquement chez un patient instable. Lorsque le thorax est abordé, le côté droit est généralement préféré en absence de latéralité des lésions. La sternotomie et la thoracotomie antérieure bilatérale, dite « clamshell », ont également été utilisées.
Le choix de la voie d'abord a fait débat dans la communauté médicale. Les abords combinés, cervical et thoracique, semblent améliorer la survie globale,,.

## Pronostic
Le pronostic est variable en fonction du type de médiastinite en cause, mais demeure dans l'ensemble sombre.
Le principal facteur de risque de mortalité est la présence de comorbidités, en particulier le diabète et l'âge supérieur à 70 ans, qui entraîne 67 % de mortalité contre 36 % pour les patients sans antécédents. La présence d'une péricardite purulente, de même que la défaillance de deux organes ou d'un choc septique, avant même la prise en charge chirurgicale, est associée à un taux élevé de mortalité. La persistance d'un syndrome inflammatoire important après le troisième jour postopératoire est un facteur de mauvais pronostic.